# Lalandelle
Lalandelle és un municipi francès, situat al departament de l'Oise i a la regió dels Alts de França. L'any 2007 tenia 454 habitants.

## Demografia

### Població
El 2007 la població de fet de Lalandelle era de 454 persones. Hi havia 163 famílies de les quals 34 eren unipersonals (17 homes vivint sols i 17 dones vivint soles), 50 parelles sense fills, 75 parelles amb fills i 4 famílies monoparentals amb fills.
La població ha evolucionat segons el següent gràfic:
Habitants censats

### Habitatges
El 2007 hi havia 196 habitatges, 161 eren l'habitatge principal de la família, 14 eren segones residències i 22 estaven desocupats. 193 eren cases i 2 eren apartaments. Dels 161 habitatges principals, 120 estaven ocupats pels seus propietaris, 37 estaven llogats i ocupats pels llogaters i 3 estaven cedits a títol gratuït; 6 tenien dues cambres, 23 en tenien tres, 46 en tenien quatre i 86 en tenien cinc o més. 137 habitatges disposaven pel capbaix d'una plaça de pàrquing. A 63 habitatges hi havia un automòbil i a 92 n'hi havia dos o més.

### Piràmide de població
La piràmide de població per edats i sexe el 2009 era:
| Homes | Edats   | Dones |
| ----- | ------- | ----- |
| 0     | 95 o +  | 0     |
| 0     | 90 a 94 | 0     |
| 0     | 85 a 89 | 4     |
| 0     | 80 a 84 | 4     |
| 4     | 75 a 79 | 12    |
| 0     | 70 a 74 | 0     |
| 12    | 65 a 69 | 0     |
| 4     | 60 a 64 | 16    |
| 8     | 55 a 59 | 0     |
| 8     | 50 a 54 | 12    |
| 16    | 45 a 49 | 12    |
| 20    | 40 a 44 | 20    |
| 12    | 35 a 39 | 16    |
| 32    | 30 a 34 | 28    |
| 8     | 25 a 29 | 24    |
| 16    | 20 a 24 | 4     |
| 4     | 15 a 19 | 16    |
| 28    | 10 a 14 | 16    |
| 8     | 5 a 9   | 28    |
| 20    | 0 a 4   | 16    |

## Economia
El 2007 la població en edat de treballar era de 295 persones, 214 eren actives i 81 eren inactives. De les 214 persones actives 197 estaven ocupades (113 homes i 84 dones) i 17 estaven aturades (6 homes i 11 dones). De les 81 persones inactives 22 estaven jubilades, 31 estaven estudiant i 28 estaven classificades com a «altres inactius».

### Ingressos
El 2009 a Lalandelle hi havia 155 unitats fiscals que integraven 440 persones, la mediana anual d'ingressos fiscals per persona era de 19.022 €.

### Activitats econòmiques
Dels 10 establiments que hi havia el 2007, 1 era d'una empresa alimentària, 1 d'una empresa de fabricació d'altres productes industrials, 3 d'empreses de construcció, 1 d'una empresa de comerç i reparació d'automòbils, 1 d'una empresa d'informació i comunicació, 1 d'una empresa immobiliària i 2 d'entitats de l'administració pública.
Dels 4 establiments de servei als particulars que hi havia el 2009, 1 era un taller de reparació d'automòbils i de material agrícola, 1 guixaire pintor, 1 fusteria i 1 agència immobiliària.
L'any 2000 a Lalandelle hi havia 7 explotacions agrícoles.

## Equipaments sanitaris i escolars
El 2009 hi havia una escola elemental integrada dins d'un grup escolar amb les comunes properes formant una escola dispersa.

## Poblacions més properes
El següent diagrama mostra les poblacions més properes.